# Neigungsehe
Neigungsehe ist ein deutscher Spielfilm aus dem Jahre 1943 von Carl Froelich nach dem Roman Die Familie Buchholz (1884) von Julius Stinde. Die aufwändige Familienchronik mit Henny Porten in der Hauptrolle ist die zeitgleich gedrehte Fortsetzung von Familie Buchholz aus der Hand desselben Regisseurs.

## Handlung
Drei Jahre nach dem Ende von Familie Buchholz.
Das Ehepaar Franz und Emmi Wrenzchen ist inzwischen Eltern der Zwillinge Roland und Rolf geworden. Als beide Jungs durch Wilhelmines Unachtsamkeit beinah aus dem Fenster fallen, gibt es wieder einmal einen handfesten Streit zwischen der alten Buchholz und ihrem Schwiegersohn. Betti, Wilhelmines ältere Tochter, hat damit begonnen, ihre Stimme ausbilden zu lassen, um eine Karriere als Sängerin zu starten. Durch einen dummen Zufall kommt Wilhelmine dahinter, dass die Liebesbeziehung zwischen Betti und dem nach Italien gegangenen Kunstmaler Holle mitnichten beendet ist. Als beide sich coram publico inniglich küssen, kommt es zu einem kleinen Skandal.
Daraufhin schnappt sich die resolute Wilhelmine Buchholz ihre beiden Töchter sowie die Enkelkinder und reist mit ihnen nach Helgoland, in der Hoffnung, dass bis zur Rückkehr nach Berlin dieses ‚Skandälchen‘ vergessen ist. Doch ihre Nemesis Kathinka Bergfeldt lässt es sich derweil nicht nehmen, in einem Brief ihrer Freund-Feindin haarklein das Gerücht unter die Nase zu reiben, dass Franz Wrenzchen angeblich eine Affäre mit einer anderen Frau habe. Wilhelmine ist fuchsteufelswild. Sie reist stante pede nach Berlin zurück und stellt wie eine Furie ihren mutmaßlich untreuen Schwiegersohn zur Rede. Doch er kann ihr glaubhaft versichern, dass es sich dabei lediglich um ein übles Gerücht handelt.
Friedrich Wilhelm Holle ist in der Zwischenzeit seiner Betti nach Helgoland nachgereist, wo beide heimlich heiraten -- eine Neigungsehe. Auf der winzigen Insel bedarf es dazu keiner großen Vorbereitungen; so entfällt beispielsweise die Notwendigkeit, ein Aufgebot zu bestellen. Wieder daheim in Berlin, fehlt der frisch vermählten Betti der Mut, ihren Eltern ihre Eheschließung zu beichten. Die nichts ahnende Wilhelmine, pragmatisch und zupackend wie eh und je, will nun endlich ihre Älteste unter die Haube bringen und gibt daraufhin eine Heiratsannonce für Betti auf. Mit der Überprüfung der Heiratskandidaten hat Wilhelmine Buchholz in der Folgezeit alle Hände voll zu tun. Als sie erfährt, dass Betti und ihr Friedrich Wilhelm bereits verheiratet sind, ist sie anfänglich entsetzt. Dann aber erkennt sie auch die Vorzüge dieser Verbindung: Maler Holle zeigt sich bereit, die Illustrationen zu Wilhelmines Buch beizusteuern.

## Produktionsnotizen
Die Dreharbeiten begannen am 19. Januar 1943 (Atelieraufnahmen) bzw. Mitte Mai 1943 (Außenaufnahmen). Gedreht wurde bis zum 9. September 1943 in Berlin, Ahrenshoop und am Liepnitzsee. Die Studioaufnahmen entstanden in den UFA-Ateliers in Berlin-Tempelhof.
Neigungsehe passierte die Zensur am 25. Januar 1944, erhielt ein Jugendverbot und wurde am 24. März 1944 im Berliner UFA-Theater Tauentzienpalast und im UFA-Theater Alexanderplatz uraufgeführt. 
Das Drehbuch schrieb Jochen Kuhlmey, der auch das gleichnamige 1941 uraufgeführte Theaterstück verfasst hatte.
Neigungsehe erhielt die Prädikate „Künstlerisch wertvoll“ und „Volkstümlich wertvoll“.
Die Produktionskosten dieser zwei Filme umfassenden Großproduktion beliefen sich auf etwa 1.455.000 RM.
Das Lied Berlin, Berlin wurde von Henny Porten gesungen.
Regisseur Froelich zeichnete auch als Herstellungsleiter verantwortlich, die Produktionsleitung übernahm sein langjähriger Mitarbeiter Friedrich Pflughaupt. Walter Haag gestaltete die Filmbauten. Die Texte zu Hans-Otto Borgmanns Filmkomposition lieferte Hans Fritz Beckmann. Die zeitgenössischen Kostüme stammen aus der Hand von Josef Meister, Erich Schmidt war Cheftonmeister.
Bei den Kindern Rolf und Roland Raatz handelt es sich tatsächlich um Zwillinge. Für ihren Auftritt in Neigungsehe erhielt ihre Mutter 1000 RM. 1996 übergaben die Brüder die von Henny Porten erhaltenen Erinnerungsstücke dem Filmmuseum Potsdam.
Mit diesem zweiteiligen Familienporträt endete die über drei Jahrzehnte währende Zusammenarbeit Froelichs mit Porten.

## Kritik
Kay Wenigers Das große Personenlexikon des Films nannte in Carl Froelichs Biografie Familie Buchholz wie auch Neigungsehe ein „Sittenbild aus der ‘guten, alten Zeit’“
Das Lexikon des Internationalen Films urteilte: „Teils heiter, teils besinnlich und ein wenig altfränkisch.“
In Bogusław Drewniaks Der deutsche Film 1938–1945 heißt es: „Die Darsteller zu diesem Bild von Alt-Berlin wurden mit Geschick ausgewählt. Die familiensüchtige und philisterhafte, typisch berlinerische Bürgersfrau mit Herz und Schnauze spielte die einst so berühmte Henny Porten. Ihr zur Seite stand eine ganze Reihe von bekannten Schauspielern.“ Im Übrigen wird an die zur Uraufführungszeit vom Bombenkrieg schwer geprüfte Reichshauptstadt erinnert: „Die gequälten Bewohner der Millionenstadt an der Spree erhielten diese Filme sozusagen als einen Preis oder als eine Belohnung.“